# Brikama

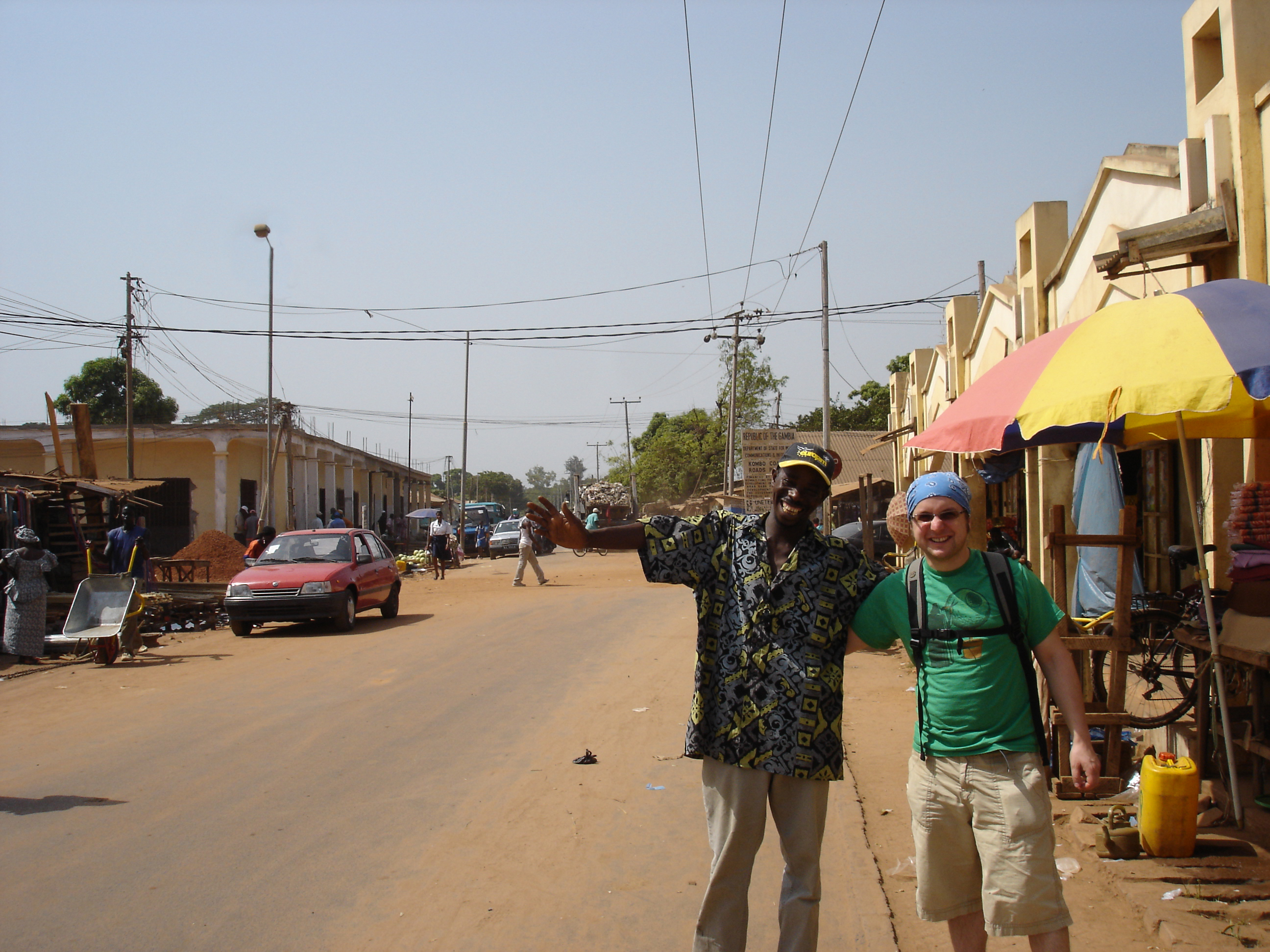

Brikama é uma das maiores cidades de Gâmbia, localizada ao sul da capital do país, Banjul.